# Eric Przepiorka
Eric Przepiorka, född 25 april 1981 i Grosse Pointe, Michigan, är en amerikansk-svensk före detta professionell ishockeyspelare.
När Przepiorka spelade i Olofström 2012, fick han sparken efter att ha slagit till sin egen tränare i båset.